# Hawker Typhoon
Hawker Typhoon var ett brittiskt jakt- och attackflygplan som användes under senare delen av andra världskriget.

## Utveckling

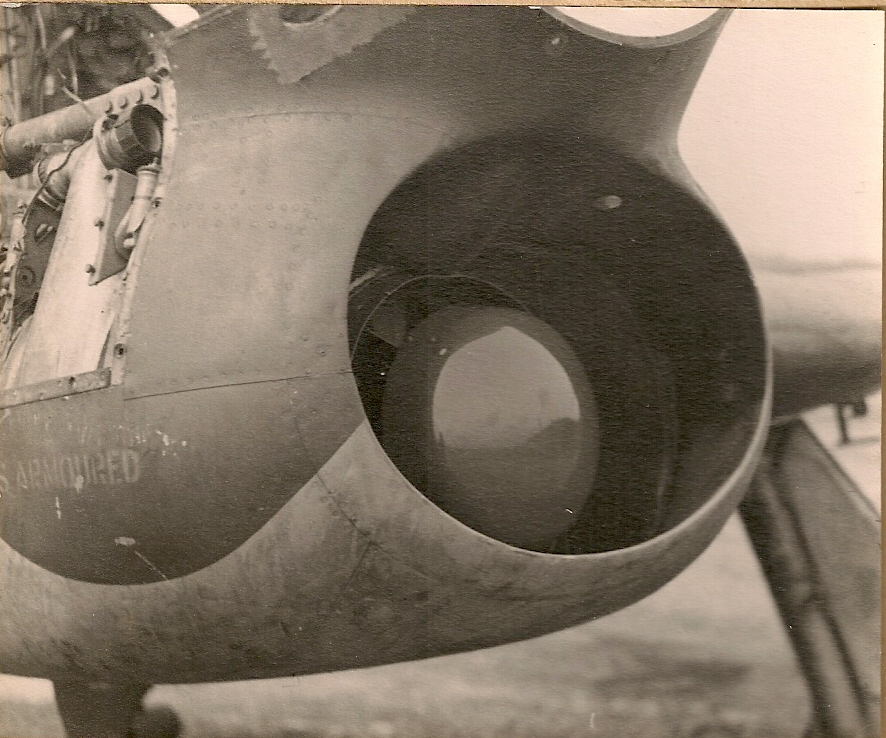
Luftfilter för att minska slitaget på motorn. Filtret hade ovanan att skjutas iväg med stor kraft när motorn baktände.

I januari 1938, bara två månader efter att Hawker Hurricane tagits i produktion, började Sydney Camm att konstruera en större version av Hurricane som skulle vara både snabbare och tyngre beväpnad. För att åstadkomma detta behövdes en kraftigare motor än den Rolls-Royce Merlin som Hurricane använde. De motorer som var aktuella var de 24-cylindriga Rolls-Royce Vulture och Napier Sabre. I mars samma år utfärdade Luftministeriet en specifikation på ett jaktflygplan som skulle kunna flyga i 645 km/h (400 mph) på 4 600 meters höjd (15 000 fot) och beväpnat med inte mindre än tolv stycken kulsprutor i kaliber 7,7 mm.
Den första prototypen genomförde sin jungfruflygning 6 oktober 1939. Den gick under namnet Tornado och var ganska lik den äldre Hurricane. De tydligaste skillnaderna var att Tornado var större och att den hade dubbla rader avgasrör. I likhet med Hurricane hade den kylaren under flygkroppen mellan vingarna. Det visade sig att luftflödet genom den var otillräckligt i hög fart och den flyttades därför på den andra prototypen till under motorn direkt bakom propellern (samma arrangemang som på den amerikanska Curtiss P-40 Warhawk).
Ungefär samtidigt beslutade Avro att avbryta utvecklingen av Avro Manchester och i stället satsa på Avro Lancaster. Manchester var förutom Tornado det enda flygplan som var tänkt att använda Vulture-motorn och Rolls-Royce lade kort därefter ned utvecklingen av den. Därefter återstod endast Sabre-motorn, men inte heller den var utan problem. En prototyp försågs på försök med en Bristol Centaurus-motor, men eftersom Centaurus var en stjärnmotor så skulle det ha inneburit alltför stora förändringar i konstruktionen. I samband med bytet av motor från Vulture till Sabre bytte även flygplanet namn från Tornado till Typhoon.
Den första Typhoon-prototypen flög 24 februari 1940. Den hade kylaren under motorn precis som den andra Tornado-prototypen, men den hade bara en rad avgasrör. Trots otillförlitlig motor och strukturella problem med flygkroppen sattes flygplanet i produktion. Man ansåg sig inte ha något annat val eftersom Typhoon var den enda brittiska konstruktion som hade potential att vara överlägsen de senaste versionerna av Focke-Wulf Fw 190. Den första serieproducerade Typhoonen stod klar 27 maj 1941. Den första varianten hade de ursprungligen planerade tolv kulsprutorna, men de byttes snart ut mot fyra stycken 20 mm Hispano-Suiza HS.404.
I augusti 1942 dödades Hawkers testpilot Ken Seth-Smith då hans Typhoon utan vidare förvarning bröts sönder i luften. Haveriet ledde till skyndsamt införda förstärkningar i flygkroppen, men problemen med strukturella svagheter fortsatte att förfölja Typhoon. Motorn var också en källa till problem. I kallt väder var den ovanligt svårstartad och dess slidventiler och cylinderfoder slets snabbt ut vilket gjorde dem underhållskrävande. Dess prestanda gjorde dock Typhoon till en farlig motståndare, i synnerhet på låg och medelhög höjd.
Typhoon hade ärvt den relativt tjocka vingen från Hurricane, vilket gjorde att den drabbades av hastigt ökande luftmotstånd vid hastigheter över 700 km/h vilket påverkade flygplanets stabilitet. I september 1941 påbörjade Camm arbetet med en ny, tunnare vinge som skulle ge mindre luftmotstånd. Det gjorde att bränsletankarna behövdes flyttas från vingarna till flygkroppen som behövde förlängas för att behålla rätt masscentrum. Denna vidareutveckling av Typhoon kom att bli Hawker Tempest.

## Användning

En Typhoon klar att laddas med två stycken flygbomber på Colerne, maj 1943.

De Spitfire som hade besegrat Luftwaffe under slaget om Storbritannien hade 1941 börjat bli utklassade av modernare versioner av tyska jaktflygplan, i synnerhet Focke-Wulf Fw 190. Eftersom utvecklingen och produktionen forcerats drabbades Typhoon till en början av fler förluster på grund av mekaniska fel än av fientlig eld. I augusti 1942 då den första striden mellan Typhoon och Fw 190 ägde rum söder om Le Tréport sköts tre stycken Fw 190 ner medan två Typhoon kraschade till följd av mekaniska fel. I november samma år hade de värsta felen åtgärdats och Typhoon visade sig vara ett effektivt vapen mot Fw 190 och Me 210.
Under våren 1943 övergick uppgifterna för Typhoon från jakt till attackuppdrag. Den starka motorn gjorde att Typhoon kunde flyga 640 km/h trots en last av två stycken 454 kg flygbomber. I oktober började man förse Typhoon med ställ för åtta stycken RP-3-raketer och den blev därmed en mycket effektiv attackmaskin. Typhoon klassades nu som de allierades bästa attackflygplan och förstörde fler tyska stridsvagnar än något annat flygplan. Strax efter Landstigningen i Normandie stoppades ett tyskt motanfall via Avranches av Typhoon-plan varvid 137 stridsvagnar förstördes.

## Varianter
- Tornado – Prototyp med Rolls-Royce Vulture-motor. 2 byggda, en av dem senare ombyggd med en Bristol Centaurus-motor.
- Typhoon – Prototyp med Napier Sabre-motor. 2 byggda.
- Typhoon 1A – Första produktionsserien med tolv stycken kulsprutor. 105 byggda.
- Typhoon 1B – Andra produktionsserien med fyra automatkanoner. 3 317 byggda.
- Typhoon II – Ursprunglig beteckning på Hawker Tempest.